# City of Greater Shepparton

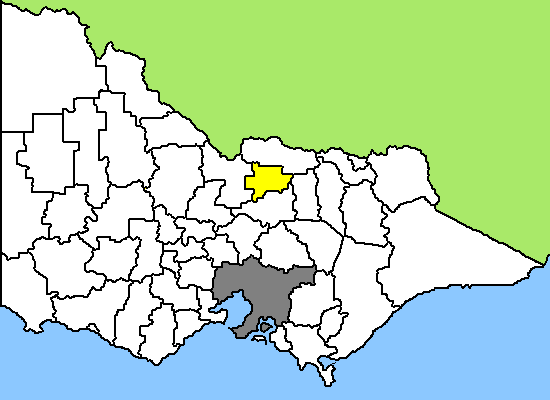
City of Greater Shepparton (na żółto) na mapie stanu Wiktoria

City of Greater Shepparton – obszar samorządu lokalnego (ang. local government area) położony w północno-środkowej części australijskiego stanu Wiktoria. Samorząd powstał w wyniku stanowej reformy samorządowej z 1994 roku, z połączenia następujących jednostek: City of Shepparton oraz hrabstw Euroa, Goulburn, Rodney, Shepparton, Tungamah, Violet Town i Waranga.
Powierzchnia samorządu wynosi 2421,5 km² i liczy 62368 mieszkańców (2009). 
Ośrodkiem administracyjnym jest miasto Shepparton. Władzę ustawodawczą sprawuje siedmioosobowa rada.
W celu identyfikacji samorządu Australian Bureau of Statistics wprowadziło czterocyfrowy kod dla City of Greater Shepparton – 2830. Dodatkowo obszar podzielony jest na trzy lokalne obszary statystyczne (ang. statistical local area).